# Crepidodera violacea
Crepidodera violacea är en skalbaggsart som beskrevs av F. E. Melsheimer 1847. Crepidodera violacea ingår i släktet Crepidodera och familjen bladbaggar. Inga underarter finns listade i Catalogue of Life.